# Charles de Sainte-Marthe
Charles de Sainte-Marthe, né à l’abbaye de Fontevraud en 1512, est un théologien, humaniste et poète français.

## Biographie
Deuxième des douze enfants de Gaucher de Sainte-Marthe, médecin royal de l'abbaye de Fontevraud et de Marie Marquet, fille de Michel Marquet, secrétaire de Charles VIII, Charles de Sainte-Marthe, après avoir obtenu sa maîtrise ès arts, gagne la capitale en 1529 afin de compléter ses connaissances dans les collèges humanistes parisiens. En 1533, il fait partie de la première équipe de régents recrutés par Jean de Tartas pour enseigner au collège de Guyenne à Bordeaux, mais l'aventure engagée par de Tartas auprès des Jurats de Bordeaux est un échec et comme les autres régents, Charles de Sainte-Marthe part au bout d'un an. Après une année d’errance en Guyenne, il retourne vers les siens et poursuit des études de théologie à l'Université de Poitiers. En 1536, son ami Robert Breton le félicite d'avoir intégré le corps des théologiens et la même année, après un entretien avec François Ier, il est nommé professeur royal des langues sacrées. En 1537, il écrit une lettre très admirative à Calvin qui vient de publier à Bâle son Institutio Christianae Religionis et évoque les affronts qu'il subit à l'université pour ses idées. Les choses s'enveniment lorsqu'il s'en prend à un moine franciscain de Saint-Maixent, Louis Bastard, contre lequel il perd un procès. Jugé pour hérésie, il est condamné au bannissement de Poitiers et erre en Dauphiné, Provence et Languedoc, trouvant un refuge auprès de Denis Faucher à l'abbaye de Lérins. Il y reste jusqu'à son abjuration qu’il exprime durant l’été 1539 à Avignon, autorisée par le pape Paul III. C’est sans doute à cette époque qu’il commence des études de droit, obtenant avant 1543 le grade de doctor juris utriusque. En 1539, il obtient un simple poste de bachelier à l’école municipale de Romans-sur-Isère puis, étant en lien avec les membres du sodalitium lyonnais (Dolet, Scève, Bourbon, Ducher, Visagier), c’est bientôt vers Lyon qu’il se dirige. En 1540, on lui propose ainsi un poste de "professeur des quatre langues" (latin, grec, hébreu et français) au prestigieux collège de la Trinité. C’est dans cette ville qu’il publie en juin une édition commentée du Pro Archia de Cicéron et en septembre La Poesie françoise, recueil poétique adressé à Anne de Pisseleu, duchesse d’Étampes et favorite de François Ier.
À la suite de la publication de cet ouvrage dans lequel il dresse le tableau de ses « adversités » et exprime des idées audacieuses sur le plan religieux, Sainte-Marthe se voit de nouveau poursuivi par les autorités juridiques de son temps. II prévoit alors de s’installer à Genève où on lui propose le poste de principal du collège fondé par Calvin. Regagnant cependant la France afin d’y chercher sa fiancée (lettre de Viret à Calvin du 6 fév. 1541), il est arrêté à la frontière et incarcéré dans la terrible prison de la Porte-Traîne de Grenoble. En 1543, il échappe de justesse à la mort par un rescrit de François Ier, certainement inspiré par Marguerite de Navarre. Durant sa captivité, il écrit les deux paraphrases de psaumes en prose latine qu’il publiera à Lyon à sa sortie sous le titre In Psalmum Septimum et XXXIII paraphrasis. Il dédie la première à Jean Galbert, conseiller au parlement de Grenoble qui l’a soutenu et la seconde à Jean d’Avançon.
Après avoir fait par deux fois amende honorable devant l’église Notre-Dame de Grenoble et devant celle de Romans, sa situation s’améliore notablement. Désormais docteur ès droits, il entre en 1544 au service de Françoise d’Alençon comme procureur général du duché de Beaumont. En 1548, il est aussi nommé maître des requêtes de la reine de Navarre ainsi que conseiller de son parlement, connu sous le nom d’Échiquier d’Alençon. Marguerite de Navarre décède cependant en décembre 1549 et c'est Sainte-Marthe qui compose une oraison funèbre qui sera publiée en latin puis en français. A la mort de Marguerite de Navarre, le duché d'Alençon retourne à la couronne tandis que l'Échiquier d’Alençon est supprimé et rattaché au parlement de Rouen. Sainte-Marthe perd alors son statut de conseiller et sa charge de procureur général du Duché de Beaumont se voit également soumise également à caution. Elle lui est restituée grâce à l’entremise de Michel de L’Hospital. En octobre 1552, il est promu à la fonction de juge et de magistrat criminel au présidial d’Alençon. 
Durant ces années 1550, Sainte-Marthe côtoie les milieux parisiens, et notamment le salon de Jean de Morel et de sa femme, Antoinette de Luynes, qui reçoivent chez eux nombre de personnages prestigieux comme Michel de L’Hospital et des poètes, comme Dorat et ses élèves, les jeunes poètes de la Brigade. C’est ainsi qu’en mai 1550, Sainte-Marthe ajoute à l’Ode de la paix composée par Ronsard et célébrant la paix avec les Anglais un sonnet de sa composition. La même année, il publie une œuvre latine d’envergure qui s’inscrit dans la lignée de ses paraphrases de psaumes de 1543 : In psalmum nonagesimum pia admodum et Christiana meditatio. 
Les circonstances qui marquent les dernières années de la vie de Sainte-Marthe ont été soigneusement dissimulées par ses biographes : en décembre 1554, Sainte-Marthe est pourtant enfermé à la prison de la conciergerie de Rouen, accusé d’avoir facilité l’accès à la magistrature d’un personnage lui-même condamné auparavant pour avoir porté atteinte à la religion catholique. À l’issue du procès, Sainte-Marthe est condamné au bannissement perpétuel du royaume de France ainsi qu’à la confiscation de tous ses biens. À partir de là, s’estompe toute trace de Sainte-Marthe et si ses biographes ont daté sa mort de 1555 à Alençon, ces informations restent sujettes à caution. 

## Œuvres
On doit tout d'abord à Sainte-Marthe La Poésie Françoise (1540), recueil de type marotique composé d’épigrammes, rondeaux, ballades, épîtres, élégies. Imprimé à Lyon en 1540 chez Pierre de Sainte-Lucie dit Le Prince, l’ouvrage est divisé en quatre livres : le premier (p. 7-80) est composé de cent quarante-cinq épigrammes, qui vont du quatrain à l’épigramme de cinquante-six vers. Le dizain représente la plus grande proportion de l’ensemble mais l’on trouve également dans ce premier livre quelques formes médiévales, comme le virelai ou la complainte. Le second livre (p. 81-110) est composé de trente-quatre rondeaux et de trois ballades, le troisième livre d’épîtres et d’élégies. Les épîtres sont au nombre de trente. Enfin, le livre d’élégies tient une place bien à part puisqu’il donne lieu à une brève introduction de l’auteur signalant qu’il a souhaité le "mettre en avant, à part, tant pour la diversité, que pour la gravité des matières lesquelles y sont comprises". A la fin du recueil a été ajouté un Livre de ses amys, soit un ensemble de poèmes composés par divers personnages (parmi lesquels Dolet et Scève) venus apporter leur soutien au poète par des témoignages d’alliances et d’amitié.
En 1540, Sainte-Marthe est également l'auteur d'un commentaire du Pro Archia de Cicéron. L'ouvrage est publié chez Pierre de Sainte-Lucie.
En 1543, toujours chez Pierre de Sainte-Lucie, Sainte-Marthe publie en un seul volume deux paraphrases de psaumes composées en prison. Il s'agit de deux œuvres en prose, d'inspiration biographique, et où le "je" du paraphraste se distingue du "je" du psalmiste. Sainte-Marthe propose ainsi un autre mode de paraphrase que celui employé par Érasme. Il reprendra cette technique en 1550 avec la Meditatio du psaume 90.
En 1550, Sainte-Marthe compose l'Oraison funèbre de Marguerite de Navarre et l'imprime tout d'abord en latin avant de la traduire en français. Deux epitaphions suivent chacun des deux discours rassemblant plusieurs poèmes composés par les membres de l'entourage de la reine. Ces deux premières publications ont été suivies par deux autres recueils d'hommages à Marguerite de Navarre et auxquels Sainte-Marthe participe également par la publication de plusieurs poèmes latins : l'Hecatodistichon, rassemblant cent distiques composés par les filles du Duc de Somerset, élèves de Nicolas Denisot et Le Tombeau de Marguerite de Navarre en 1551, recueil appelé des vœux des poètes néo-latins et rassemblant pour la première fois les poètes de la Pléiade.
En 1550, Sainte-Marthe compose également l'Oraison funèbre de Françoise d'Alençon, décédée en septembre 1550.